# 三浦龍輝
三浦 龍輝（みうら りゅうき、1992年5月17日 - ）は、東京都町田市出身のプロサッカー選手。Jリーグ・ジュビロ磐田所属。ポジションはゴールキーパー（GK）。 明治大学商学部卒業。

## 来歴

### プロ入り前
スキー一家で育ち、小学1年生時からサッカーを始める。小学6年生時にGKへ転向し、中学生の頃からGKに専念。
2008年にFC東京U-18へ加入。2010年にはトップチームに2種登録されている。同期には松藤正伸、武藤嘉紀、江口貴俊、佐々木陽次、廣木雄磨らがいる。2009年のU-17ワールドカップを目指す日本代表の候補でもあったが、2008年9月に肩の脱臼によりAFC U-16選手権への出場を辞退。以後、同代表に復帰することは叶わなかった。
2011年、松藤と共に明治大学へ進学し、サッカー部に所属。3期上の高木駿が卒業した2年時から正GKの座を掴んだ。2014年は自ら立候補して主将を務め、リーグ戦での最少失点を記録。足元の技術に長け、スウィーパーさながらの高い位置取りから多様なキックでビルドアップにも貢献。体格の小ささを補って余りあるプレーぶりから、同世代のGKの中でNo.1と評価されていた。

### プロ入り後

#### 柏レイソル
2015年、Jリーグ・柏レイソルへ加入するも、出場機会の無いまま1年限りで契約満了。

#### AC長野パルセイロ
2016年、AC長野パルセイロへ移籍。同年のJ3開幕節大分戦でJリーグ初出場を果たした。

#### ジュビロ磐田
2017シーズンからジュビロ磐田へ完全移籍することが発表された。6月21日、天皇杯2回戦のHonda FC戦で移籍後初先発し、PK戦でHondaのキッカー4人のPKをストップし、磐田の3回戦進出に貢献した。
その後の試合からこれまで第2GKだった八田直樹やルヴァンカップなどで出場機会を得ていた志村滉などを抑え第2GKに昇格。2018年はカミンスキーがJ1第2節・対名古屋グランパス戦の前日に負傷したことから、同試合に急遽スタメンとしてフル出場し、J1リーグデビューを果たした。
2019シーズンも控えがメインだったが、チームの不調で守護神だったカミンスキーに代わってこれまでメンバー外だった八田がスタメンに返り咲いたために追い出される形で第3GKへ降格した。このままシーズンは終了。チームもJ2へ降格し、自身も出場は無かった。
2020シーズンも引き続き八田が正GKで起用されたことからこの年の出場は無かったが、翌年の2021シーズンは前年から一転してJ2リーグ第6節・ファジアーノ岡山FC戦以降は開幕から不調の八田に代わってレギュラーとしてシーズン終了まで出場し、J2優勝とJ1昇格へ貢献した。
3年ぶりにJ1に復帰した2022シーズンは、背番号を21に変更した。正GKとしてリーグ戦28試合に出場するもチームは1年でJ2降格となった。
2023シーズンも引き続き正GKとしてリーグ戦29試合に出場。チームのJ1昇格に貢献した。
2024シーズンは川島永嗣の加入に伴い第2GKに降格。リーグ戦の出場機会は川島が怪我で離脱した3試合にとどまった。

## 人物
- 元サッカー女子日本代表（なでしこジャパン）の岩渕真奈とは高校時代の同級生で、今でも親交がある[20]。
- 姉が1人いる。
- 好きな女優は矢野未希子。

## 所属クラブ
- 町田JFCジュニア（町田市立町田第五小学校）[12]
- 町田JFCジュニアユース（町田市立南大谷中学校）[12]
- 2008年 - 2010年 FC東京U-18（東京都立小平西高等学校）[12]
  - 2010年  FC東京（2種登録選手）
- 2011年 - 2014年 明治大学
- 2015年  柏レイソル
- 2016年  AC長野パルセイロ
- 2017年 -  ジュビロ磐田

## 個人成績
| 国内大会個人成績 | 国内大会個人成績 | 国内大会個人成績 | 国内大会個人成績 | 国内大会個人成績 | 国内大会個人成績 | 国内大会個人成績 | 国内大会個人成績 | 国内大会個人成績 | 国内大会個人成績 | 国内大会個人成績 | 国内大会個人成績 |
| 年度             | クラブ           | 背番号           | リーグ           | リーグ戦         | リーグ戦         | リーグ杯         | リーグ杯         | オープン杯       | オープン杯       | 期間通算         | 期間通算         |
| 年度             | クラブ           | 背番号           | リーグ           | 出場             | 得点             | 出場             | 得点             | 出場             | 得点             | 出場             | 得点             |
| 日本             | 日本             | 日本             | 日本             | リーグ戦         | リーグ戦         | リーグ杯         | リーグ杯         | 天皇杯           | 天皇杯           | 期間通算         | 期間通算         |
| ---------------- | ---------------- | ---------------- | ---------------- | ---------------- | ---------------- | ---------------- | ---------------- | ---------------- | ---------------- | ---------------- | ---------------- |
| 2014             | 明治大           | 1                | -                | -                | -                | -                | -                | 2                | 0                | 2                | 0                |
| 2015             | 柏               | 35               | J1               | 0                | 0                | 0                | 0                | 0                | 0                | 0                | 0                |
| 2016             | 長野             | 31               | J3               | 15               | 0                | -                | -                | 2                | 0                | 17               | 0                |
| 2017             | 磐田             | 36               | J1               | 0                | 0                | 0                | 0                | 4                | 0                | 4                | 0                |
| 2018             | 磐田             | 36               | J1               | 2                | 0                | 4                | 0                | 3                | 0                | 9                | 0                |
| 2019             | 磐田             | 36               | J1               | 0                | 0                | 5                | 0                | 1                | 0                | 6                | 0                |
| 2020             | 磐田             | 36               | J2               | 0                | 0                | -                | -                | -                | -                | 0                | 0                |
| 2021             | 磐田             | 36               | J2               | 37               | 0                | -                | -                | 0                | 0                | 37               | 0                |
| 2022             | 磐田             | 21               | J1               | 28               | 0                | 0                | 0                | 0                | 0                | 28               | 0                |
| 2023             | 磐田             | 21               | J2               | 29               | 0                | 4                | 0                | 0                | 0                | 33               | 0                |
| 2024             | 磐田             | 21               | J1               | 3                | 0                | 0                | 0                | 0                | 0                | 3                | 0                |
| 通算             | 日本             | 日本             | J1               | 33               | 0                | 9                | 0                | 8                | 0                | 50               | 0                |
| 通算             | 日本             | 日本             | J2               | 66               | 0                | 4                | 0                | 0                | 0                | 87               | 0                |
| 通算             | 日本             | 日本             | J3               | 15               | 0                | -                | -                | 2                | 0                | 17               | 0                |
| 通算             | 日本             | 日本             | 他               | -                | -                | -                | -                | 2                | 0                | 2                | 0                |
| 総通算           | 総通算           | 総通算           | 総通算           | 114              | 0                | 13               | 0                | 12               | 0                | 139\|\|\|0       |                  |

| 国際大会個人成績 | 国際大会個人成績 | 国際大会個人成績 | 国際大会個人成績 | 国際大会個人成績 |
| 年度             | クラブ           | 背番号           | 出場             | 得点             |
| AFC              | AFC              | AFC              | ACL              | ACL              |
| ---------------- | ---------------- | ---------------- | ---------------- | ---------------- |
| 2015             | 柏               | 35               | 0                | 0                |
| 通算             | AFC              | AFC              | 0                | 0                |

- 2010年は2種登録選手として在籍
- Jリーグ初出場 - 2016年3月13日 J3第1節 大分トリニータ戦（大分銀行ドーム）

## タイトル

### ユース時代
- JFAプリンスリーグU-18関東（2008年、2009年、2010年）
- 日本クラブユースサッカー選手権 (U-18)大会（2008年）
- Jユース・サンスタートニックカップ（2009年）
- アミノバイタルカップ (2013年)[21]

### クラブ
ジュビロ磐田
- J2リーグ：2021年

## 代表歴
- U-15日本代表
  - 2007年 - AFC U-16選手権2008 (予選)[22]
- U-16日本代表
  - 2008年 - サニックス杯国際ユースサッカー大会[23]、AFC U-16選手権2008[24]